# Đại sứ quán Trung Quốc tại Hà Nội
Đại sứ quán Trung Quốc tại Hà Nội (tiếng Trung: 中國駐越南大使館) là cơ quan đại diện ngoại giao chính thức của Cộng hòa Nhân dân Trung Hoa tại Cộng hòa Xã hội Chủ nghĩa Việt Nam. Đại sứ quán này chính thức mở cửa vào năm 1954, và vị đại sứ hiện tại là Hùng Ba.

## Lịch sử
Sau cuộc Cách mạng Cộng sản Trung Quốc trong nước, Trung Quốc đã thành lập đại sứ quán của họ tại Việt Nam trên một ngọn đồi thuộc huyện Đại Từ, tỉnh Thái Nguyên, vì thủ đô Hà Nội không có sẵn địa điểm vào lúc đó do Chiến tranh Đông Dương lần thứ nhất. Chính tại đây, vị đại sứ Trung Quốc đầu tiên tại Việt Nam là La Quý Ba đã trình quốc thư cho Chủ tịch Hồ Chí Minh.
Ngày 25 tháng 8 năm 1954, sau chiến thắng của Việt Nam trong kháng chiến chống Pháp, Trung Quốc quyết định lập một đại sứ quán tại Hà Nội. Hồ Chí Minh cho phép phái đoàn Trung Quốc tự do lựa chọn một địa điểm bất kỳ tại Hà Nội và báo cáo lại với ông. Địa điểm hiện tại của Đại sứ quán Trung Quốc ban đầu là nơi ở chính thức của Hoàng Trọng Phu, cựu Tổng đốc Hà Đông thời Pháp thuộc. Chủ tịch Hồ Chí Minh đã sớm chấp thuận sự lựa chọn này.

## Danh sách đại sứ

### Trước năm 1945
| Ủy nhiệm ngoại giao | Đại sứ                                 | Thủ tướng Trung Hoa Dân Quốc | Lãnh đạo Việt Nam | Kết thúc |
| ------------------- | -------------------------------------- | ---------------------------- | ----------------- | -------- |
| 13 tháng 2 năm 1941 | Lâm Gia Dân (tiếng Trung: 林珈民)      | Uông Tinh Vệ                 | Bảo Đại           |          |
| 1 tháng 1 năm 1944  | Trương Vĩnh Phúc (tiếng Trung: 张永福) | Uông Tinh Vệ                 | Bảo Đại           |          |
| 11 tháng 3 năm 1945 |                                        | Uông Tinh Vệ                 | Bảo Đại           |          |
| 25 tháng 8 năm 1945 |                                        | Trần Công Bác                | Bảo Đại           |          |
| 30 tháng 8 năm 1945 |                                        | Trần Công Bác                | Bảo Đại           |          |

### Sau năm 1945
| Ủy nhiệm ngoại giao | Đại sứ | Nguyên thủ CHND Trung Hoa | Nguyên thủ Việt Nam | Kết thúc            |
| ------------------- | --- | ------------------------- | ------------------- | ------------------- |
| 2 tháng 9 năm 1945  | Chính phủ Việt Nam Dân chủ Cộng hòa được thành lập. | Chu Ân Lai                | Hồ Chí Minh         |                     |
| 18 tháng 1 năm 1950 | Chính phủ Hà Nội và Bắc Kinh thiết lập quan hệ ngoại giao. Năm 1954, sau Chiến tranh Đông Dương lần thứ nhất, Trung Quốc thành lập Đại sứ quán tại Hà Nội. | Chu Ân Lai                | Hồ Chí Minh         |                     |
| 9 tháng 11 năm 1954 | La Quý Ba (tiếng Trung: 罗贵波) | Chu Ân Lai                | Hồ Chí Minh         | 1 tháng 9 năm 1957  |
| 1 tháng 1 năm 1958  | Hà Vĩ (tiếng Trung: 何伟) | Chu Ân Lai                | Phạm Văn Đồng       | 1 tháng 4 năm 1962  |
| 1 tháng 4 năm 1962  | Chu Kỳ Văn (tiếng Trung: 朱其文) | Chu Ân Lai                | Phạm Văn Đồng       | 1 tháng 5 năm 1969  |
| 1 tháng 6 năm 1969  | Vương Ấu Bình (tiếng Trung: 王幼平) | Chu Ân Lai                | Phạm Văn Đồng       | 1 tháng 8 năm 1974  |
| 1 tháng 9 năm 1974  | Phù Hạo (tiếng Trung: 符浩) | Chu Ân Lai                | Phạm Văn Đồng       | 1 tháng 4 năm 1977  |
| 1 tháng 9 năm 1977  | Trần Chí Phương (tiếng Trung: 陈志方) | Hoa Quốc Phong            | Phạm Văn Đồng       | 1 tháng 6 năm 1978  |
| 1 tháng 12 năm 1978 | Dương Công Tố (tiếng Trung: 杨公素) | Hoa Quốc Phong            | Phạm Văn Đồng       | 1 tháng 5 năm 1980  |
| 17 tháng 2 năm 1979 | Chiến tranh biên giới phía Bắc | Hoa Quốc Phong            | Phạm Văn Đồng       | 16 tháng 3 năm 1979 |
| 1 tháng 12 năm 1980 | Khâu Lực Hành (tiếng Trung: 邱力行) | Triệu Tử Dương            | Phạm Văn Đồng       | 1 tháng 8 năm 1985  |
| 1 tháng 9 năm 1985  | Lý Thế Thuần (tiếng Trung: 李世淳) | Triệu Tử Dương            | Phạm Văn Đồng       | 1 tháng 4 năm 1989  |
| 1 tháng 12 năm 1988 | Trương Đức Duy (tiếng Trung: 张德维) | Lý Bằng                   | Võ Văn Kiệt         | 1 tháng 2 năm 1993  |
| 1 tháng 12 năm 1992 | Trương Thanh (tiếng Trung: 张青 (外交官)) | Lý Bằng                   | Võ Văn Kiệt         | 1 tháng 12 năm 1995 |
| 1 tháng 12 năm 1995 | Lý Gia Trung (tiếng Trung: 李家忠) | Lý Bằng                   | Võ Văn Kiệt         | 1 tháng 7 năm 2000  |
| 1 tháng 7 năm 2000  | Tề Kiến Quốc (tiếng Trung: 齐建国) | Chu Dung Cơ               | Phan Văn Khải       | 1 tháng 2 năm 2006  |
| 1 tháng 3 năm 2006  | Hồ Càn Văn (tiếng Trung: 胡乾文) | Ôn Gia Bảo                | Nguyễn Tấn Dũng     | 1 tháng 11 năm 2008 |
| 1 tháng 11 năm 2008 | Tôn Quốc Tường (tiếng Trung: 孙国祥) | Ôn Gia Bảo                | Nguyễn Tấn Dũng     | 1 tháng 9 năm 2011  |
| 1 tháng 9 năm 2011  | Khổng Huyễn Hựu (tiếng Trung: 孔铉佑) | Ôn Gia Bảo                | Nguyễn Tấn Dũng     | 1 tháng 5 năm 2014  |
| 1 tháng 5 năm 2014  | Hồng Tiểu Dũng (tiếng Trung: 洪小勇) | Tập Cận Bình              | Nguyễn Tấn Dũng     | Tháng 11 năm 2018   |
| Tháng 11 năm 2018   | Hùng Ba (tiếng Trung: 熊波) | Tập Cận Bình              | Nguyễn Xuân Phúc    |                     |

### Việt Nam Cộng hòa
| Ủy nhiệm ngoại giao  | Đại sứ                                 | Nội dung                                                                                               | Nguyên thủ Trung Hoa Dân Quốc | Nguyên thủ Việt Nam | Kết thúc            |
| -------------------- | -------------------------------------- | --- | ----------------------------- | ------------------- | ------------------- |
| 26 tháng 10 năm 1955 |                                        | Việt Nam Cộng hòa ra đời.                                                                              | Du Hồng Quân                  | Ngô Đình Diệm       |                     |
| 1 tháng 12 năm 1956  | Viên Tử Kiện (tiếng Trung: 袁子健)     | Tổng Lãnh sự quán Trung Hoa Dân Quốc tại Sài Gòn được nâng cấp thành cơ quan đại diện.                 | Du Hồng Quân                  | Ngô Đình Diệm       | 1 tháng 7 năm 1958  |
| 1 tháng 1 năm 1957   |                                        | Phái đoàn Đài Loan tại Sài Gòn được nâng cấp thành tòa đại sứ, công sứ Viên Tử Kiện được thăng đại sứ. | Du Hồng Quân                  | Ngô Đình Diệm       |                     |
| 1 tháng 7 năm 1958   | Viên Tử Kiện (tiếng Trung: 袁子健)     | | Trần Thành                    | Ngô Đình Diệm       | 1 tháng 10 năm 1964 |
| 1 tháng 10 năm 1964  | Hồ Liên (tiếng Trung: 胡琏)            | Một quả bom được đặt trong đại sứ quán Trung Hoa Dân Quốc tại Sài Gòn.                                 | Nghiêm Gia Cam                | Phan Khắc Sửu       | 1 tháng 12 năm 1972 |
| 1 tháng 10 năm 1964  | Trần Hậu Nho (tiếng Trung: 陳厚儒)     | Đại biện lâm thời.                                                                                     | Nghiêm Gia Cam                | Phan Khắc Sửu       | 1 tháng 1 năm 1966  |
| 1 tháng 12 năm 1972  | Hứa Thiệu Xương (tiếng Trung: 许绍昌)  | | Tưởng Kinh Quốc               | Phan Khắc Sửu       | 1 tháng 4 năm 1975  |
| 1 tháng 5 năm 1973   | Vương Nhược Kiệt (tiếng Trung: 王若杰) | | Chu Ân Lai                    | Phạm Văn Đồng       | 1 tháng 11 năm 1976 |
| 30 tháng 4 năm 1975  |                                        | Sài Gòn thất thủ Đại sứ quán Đài Loan bị đóng cửa.                                                     | Tưởng Kinh Quốc               | Nguyễn Hữu Thọ      |                     |